# Aprendiz de caballero
Virgin Territory (inglés: Territorio virgen) (Titulada en español: Aprendiz de caballero) es una película que mezcla el drama con la comedia y el romance basada en un relato de Giovanni Boccaccio en el Decamerón llamado Ángeles y Demonios. El director David Leland cuenta con un destacado reparto encabezado por Hayden Christensen, Mischa Barton, Christopher Egan, Tim Roth y Silvia Colloca.
«Unos labios besados nunca pierden su frescura, que, como la luna, siempre vuelve a salir.» 
—Giovanni Boccaccio

## Argumento
Es una aventura, entre el romance y la tragicomedia, que ha sido rodada como una versión libre del Decamerón de Boccaccio. Escrita en el siglo XIV, dicha obra figura entre las más importantes de la literatura universal, y cuenta la historia de siete varones y tres mujeres que huyen a las afueras de Florencia debido a una epidemia. Los productores Dino y Martha De Laurentiis ya habían amparado otras adaptaciones del relato, pero querían una nueva versión que conectara con el público moderno. David Leland (Amores en tiempos de guerra) recogió el guante, sumándose al proyecto como director y guionista. Territorio virgen habla de la pasión, el amor y el drama con un vestuario que parece sacado de un cuadro del Renacimiento y unas localizaciones rodadas en bellos rincones de Italia.
Hayden Christensen (Jumper, Star Wars) encarna a Lorenzo de Lamberti, un joven amante de las aventuras. Su amada es Mischa Barton (serie O.C.) en el papel de Pampinea. Tim Roth (The Incredible Hulk) da vida al tercero en discordia, el malvado Gerbino de la Ratta. El asesinato es uno de los recursos habituales de Gerbino y Lorenzo se convierte en uno de sus objetivos prioritarios. Lorenzo escapa de Florencia y encuentra refugio trabajando como jardinero en un convento.

## Reparto
| Actor              | Personaje           |
| ------------------ | ------------------- |
| Hayden Christensen | Lorenzo de Lamberti |
| Mischa Barton      | Pampinea Anastagi   |
| Tim Roth           | Gerbino de la Ratta |
| Rosalind Halstead  |                     |
| Chris Egan         | Dioneo              |
| Kate Groombridge   | Elisa               |
| Craig Parkinson    |                     |
| Rupert Friend      |                     |